# Kedungmulyo (Butuh)
Kedungmulyo is een bestuurslaag in het regentschap Purworejo van de provincie Midden-Java, Indonesië. Kedungmulyo telt 1146 inwoners (volkstelling 2010).